# Wu (jazyk)

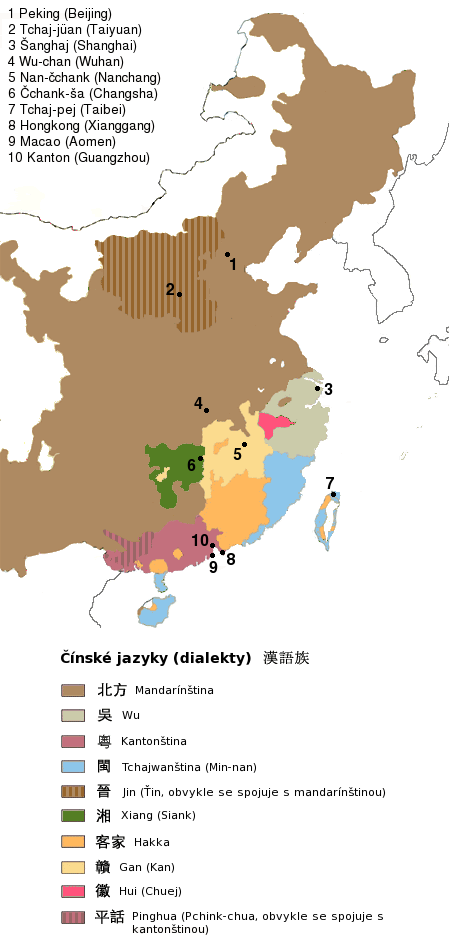
Rozmístění čínských jazyků (dialektů) na mapě

Wu je jeden z rodiny čínských jazyků. Mluví se jím v největším čínském městě Šanghaji a v provincii Če-ťiang.
Jazykem Wu mluví asi 80 milionů lidí a jde o desátý nejrozšířenější jazyk na světě.

## Vzorový text

### Všeobecná deklarace lidských práv
| wu            | 人人生而自由，拉尊严脱仔权利上一律平等。伊拉有理性脱仔良心，并应以兄弟关系个精神相对待。                                                              |
| transliterace | Nyin nyin sen r yeuzy, lah nyietsen thehtsy jioeli zaon ihlih binten. I lah yeu lisin thehtsy liansin, bin in i shiondi kuaeci geh tsinzen sian tede. |
| česky         | Všichni lidé se rodí svobodní a sobě rovní co do důstojnosti a práv. Jsou nadáni rozumem a svědomím a mají spolu jednat v duchu bratrství.            |